# Леденьов Роман Семенович
Роман Семенович Леденьов (рос. Рома́н Семёнович Леденёв; * 4 грудня 1930, Москва, РРФСР, СРСР — 15 серпня 2019, Росія) — радянський і російський композитор та музичний педагог, професор Московської консерваторії. Заслужений діяч мистецтв РРФСР (1982). Народний артист Російської Федерації (1995). Лауреат Державної премії РФ (1997).

## Біографічні відомості
У 1948 році закінчив Центральну музичну школу (клас твору Є.Й. Месснера і В.Я. Шебаліна)
У 1955 році — Московську консерваторію (клас М.П. Ракова і А.А.  Александрова).
У 1956—1964 рр. викладав в МДК імені П.І. Чайковського на кафедрі теорії музики: поліфонію, сольфеджіо, інструментування, гармонію, твір (в якості асистента).
З 1978 року вів клас твору, з 1991 року — професор.
З 2006 року також викладач Центральної музичної школи по класу композиції.
Автор балетів, ораторій, камерно-інструментальних творів, музики до спектаклів та кінофільмів, зокрема до української стрічки «Сеспель» (1970).
Член Спілки композиторів СРСР (РФ). Секретар Спілки композиторів РФ (1970—1973 і 1995—2006).
Член Спілки кінематографістів. Член Міжнародної академії творчості. Лауреат Премії Російського Авторського суспільства (2005).

## Музика для кіно
- «Хід конем» (1962)
- «Господиня Ведмежої річки» (1963)
- «Спека» (1963)
- «Коротке літо в горах» (1963)
- «Ми, російський народ» (1965)
- «Місячні ночі» (1966)
- «Дядечків сон» (1966)
- «Крила» (1966)
- «О тринадцятій годині ночі» (1969)
- «Сеспель» (1970)
- «Місто першого кохання» (1970, у співавт.)
- «П'ятдесят на п'ятдесят» (1982)
- «Все королівське військо» (1971, у співавт.)
- «Матір людська» (1975)
- «Дивна жінка» (1977)
- «Поема про крила» (1979)
- «Атланти і каріатиди» (1980)
- «Ранній, ранній ранок...» (1983, у співавт.)
- «Комічний коханець, або Любовні витівки сера Джона Фальстафа» (1983, у співавт.)
- «Букет фіалок» (1983)
- «Майже ровесники» (1984, у співавт.)
- «Документ „Р“» (1985, у співавт.)
- «Із життя Потапова» (1985)
- «Минуле повернути» (1988)
- «Супермент» (1990, у співавт.)